# Марија Елизабет Закрзевска
Мариja Елизабет Закрзевска (Берлин, 6. септембар 1829 — 12. мај 1902) била је имигрант, пољског порекла, лекар и учитељ у време када жене нису биле озбиљно схватане у области медицине од стране својих мушких колега. Радила је као главна бабица у Royal Charite Hospital  у Берлину, Немачка, а затим се преселила у Сједињене Америчке Државе и стекла диплому доктора медицине на Западном резервном колеџу у Кливленду (као једна од само шест жена примљених на школовање 1850-их).
Радила је на важним позицијама у њујоршкој амбуланти за жене и децу и на Женском медицинском колеџу Нове Енглеске пре него што је отворила болницу за жене и децу у Новој Енглеској. Ова установа је била тек друга у Америци коју су водиле жене лекари и временом је постала примарна болница за обуку жена лекара, хирурга и медицинских сестара. Мери је такође  помогла у оснивању Женског клуба Нове Енглеске.

## Живот и каријера

### Живот у Немачкој
Мари је рођена у Берлину, Немачка, као најстарија од шесторо деце  оца Лудвига Мартина Закржевског и мајке, Каролине Фредерик  Вилхелмина Урбан. Родитељи су јој током коначне поделе Пољске,  побегли у Берлин, након што су изгубили већи део своје земље од Русије.
Марија је била бистро дете и током основног школовања испољила је особине које су је представљале као изузетну ученицу. Наставници би јој аплаудирали за велике успехе у школи. Када је изгубио положај у влади њен отац је био био је приморан да се врати у војску, доводећи породицу у сиромаштво. Живећи у таквим условима отац није дозволио Марији да настави школовање и принудио је да  напусти  школу са тринаест година.
У годинама кризе у Немачкој, Маријина мајка се уписала у државну школу за бабица у Берлину. Када је пракса њене мајке постала успешна, Марија ју је пратила док је обилазила своје пацијенте и тада заволеле бабички позив и почела да чита све медицинске књиге до којих је могла доћи. На крају је одлучила да постане бабица. 
Са двадесет година уписала је школу за бабице у Royal Charite Hospital у којој је њена мајка обучавала бабице. Недуго након што је завршила школовање 1852. године, унапређена је у главну бабицу, највише захваљујући подршци Јозефа Хермана Шмита, болничког директора бабичке школе и професора акушерства, који се одушевио Маријиним радом, гледајући је како ради са својом мајком. На тој функцији остала је само шест месеци, јер када је умро њен ментор, чланова факултета нису одобравали њено унапређење што је довеловдо њеног разрешења.
Изгубивши посао у Берлину преселила се у Сједињене Америчке Државе са намером да студира медицину и потражи нове могућности у каријери.

### Живот у САД
Стигавши у Њујорк 1852, Марија је у почетку наишла на лошу подршку за наставак каријере у медицини. Међутим захваљујући пријатељству са др Елизабет Блеквел, првом Американком која је стекла медицинску диплому (1849), уписала се 1854. године на Колеџ у Кливленду, који је у том раздобљу традиционално искључиво био мушка медицинска школа. 
Иако је стекла диплому доктора медицине 1856. године, дуго се трудила да нађе посао. То је приморало да се придружи прикупљању средстава, заједно са својој пријатељици др Блеквел, која је са својом сестром др Емили Блеквел планирала да отвори болницу за жене и децу у којој би се такође изводила обука и запошљавале жене лекари и била пионир у запошљавању црних жена као медицинских сестара. 
Када је Њујоршка амбуланта за жене и децу отворена 12. маја 1857. године др Закржевска је у њој две године радила као стални лекар.
У марту 1859. др Закржевска се преселила у Бостон да ради као професор акушерства на женској медицинској школи Нове Енглеске. Борећи се да омогући клиничко искуство за своје ученике сукобила се са др Семјуелом Грегоријем, оснивачем школе, око наставног плана и програма (јер је желела да га прошири како не би одговарао учењу искључиво мушких школа, док је др Грегори желео да га ограничи само до нивоа бабице). 

### Оснивач болнице у Новој Енглеској
Године 1862. дала је оставку и напустила школу да би покренула сопствену болницу, Болницу за жене и децу у Новој Енглеској. Нова болница је била прва у Бостону и друга у Америци коју су водиле жене лекари. Радила је као болница за обуку неколико генерација жена лекара, хирурга и медицинских сестара. Школа се брзо развијала, и 1872. године у њој је Закрзевска отворила први професионални програм за обуке медицинских сестара у САД.
Др Закрзевска је до своје смрти 1902. године (у 73. години), успешно водила болницу четрдесет година. Болница коју је основала др Закрзевскаје наставила је да служи пацијентима све до данашњих дана као здравствени центар Димок заједнице.